# Duminica Însângerată din Maribor
Duminica Însângerată din Maribor (în germană Marburger Blutsonntag, în slovenă Mariborska krvava nedelja) este numele masacrului care a avut loc în ziua de luni, 27 ianuarie 1919 în orașul Maribor (în germană Marburg an der Drau) din Slovenia de astăzi, locuit pe atunci în mare majoritate de etnici germani.
Soldați din armata Regatului Sârbilor, Croaților și Slovenilor (viitoarea Iugoslavie), sub comanda ofițerului sloven Rudolf Maister, au ucis între 9 și 13 civili de origine etnică germană, și au rănit alți 60, în timpul unui protest dintr-o piață din centrul orașului. Estimările numărului de victime diferă între sursele slovene și cele austriece. În noiembrie 1918, după încheierea Primului Război Mondial, sudul Carintiei și sudul Stiriei, revendicate de către Republica Austria Germană, au fost capturate de către unitățile militare sub comanda lui Maister.
Mariborul era cel mai mare oraș din sudul Stiriei, și avea o populație predominant germană. O delegație americană condusă de Sherman Miles⁠(d) a vizitat Mariborul pe 27 ianuarie 1919 ca parte a unei misiuni mai ample de a rezolva dispute teritoriale. În aceeași zi cetățenii germani au organizat un protest, proclamându-și dorința ca Mariborul să fie încorporat Republicii Austria Germană. Protestul a fost întrerupt de către soldații lui Meister care au tras în oameni și au provocat numeroase victime. Ca răspuns, Austria Germană a lansat o ofensivă militară care i-a gonit pe iugoslavi din mai multe orașe mici din Stiria Superioară de-a lungul râului Mur. S-a convenit o încetare a focului cu medierea Franței în februarie 1919. Potrivit Tratatului de la Saint-Germain-en-Laye, semnat la 10 septembrie 1919, Mariborul și restul Stiriei Inferioare au devenit parte a Regatului Sârbilor, Croaților și Slovenilor. Nimeni nu a fost umărit penal pentru masacrul de la Maribor.

## Context
Republica Austria Germană a fost creată ca urmare a înfrângerii Austro-Ungariei în Primul Război Mondial și revendica zonele cu populație predominant germanofonă din limitele fostului imperiu. În plus față de teritoriul actual al Republicii Austria, acestea cuprindeau părți din Tirolul de Sud și orașul Tarvisio, ambele astăzi în Italia; sudul Carintiei și sudul Stiriei, astăzi în Slovenia; și Regiunea Sudetă propriu-zisă și Boemia Germană⁠(d) (și ea asimilată ulterior Regiunii Sudete), astăzi în Cehia.
Puterile Aliate victorioase au împărțit teritoriile fostului Imperiu Austro-Ungar între Austria Germană, Ungaria și alte câteva țări. Deși împărțirea aceasta s-a efectuat pe baza principiului autodeterminării naționale, unele populații de etnici germani și maghiari au rămas în multe astfel de teritorii incluse în Cehoslovacia, România și Regatul Iugoslaviei.
Controlul asupra orașului Maribor era disputat între Iugoslavia și Austria Germană. O lege federală a Austriei Germane, privind „întinderea, frontierele și relațiile teritoriilor statului din 22 noiembrie 1918”, stabilea o revendicare asupra regiunii Stiriei Inferioare în care se afla orașul Marburg/Maribor, dar excludea din această revendicare regiunile populate predominant de slavi. Pentru a rezolva chestiunea apartenenței statale a Carintiei, regiunea mai amplă din care făcea parte Stiria Inferioară, Misiunea Coolidge, sub administrație americană, din Viena a propus o cercetare demografică a teritoriului. Misiunea era condusă de Archibald Cary Coolidge⁠(d), profesor de istorie la Harvard College⁠(d), și funcționa sub egida Comisiei Americane de Negociere a Păcii⁠(d). Misiunea a numit o delegație în frunte cu colonelul Sherman Miles și avându-i ca membri pe locotenentul LeRoy King, profesor de limbi slave la Universitatea Statului Missouri⁠(d), și pe profesorii Robert Kerner și Lawrence Martin.
În drum spre Carintia, delegația a vizitat Mariborul, care, înainte de Primul Război Mondial, avea o populație formată în proporție de 80% austrieci germani și 20% sloveni. Mare parte din capitalul și viața publică din Maribor erau în mâinile austriecilor germani, orașul însuși fiind cunoscut în principal după denumirea germană de Marburg an der Drau. Potrivit ultimului recensământ austro-ungar din 1910, în oraș și în suburbiile sale Studenci (Brunndorf), Pobrežje (Pobersch), Tezno (Thesen), Radvanje (Rothwein), Krčevina (Kartschowin), și Košaki (Leitersberg) trăiau 31.995 de austrieci germani (inclusiv evrei germanofoni), și 6151 de etnici sloveni. Zona înconjurătoare era însă populată aproape în întregime de către sloveni, deși existau mulți austrieci germani și orașe mai mici, ca Ptuj (Pettau, 79,39%) sau Celje (Cilli, 66.80%).

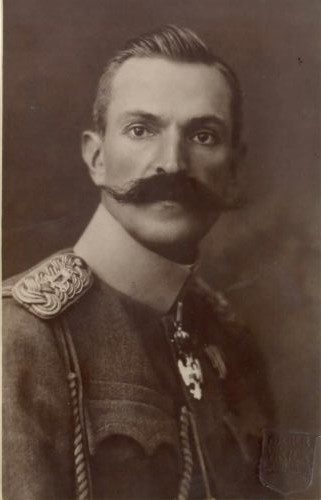
Unitățile militare care au tras asupra cetățenilor din Maribor erau comandate de Rudolf Maister.

În noiembrie 1918, maiorul (ulterior generalul) sloven Rudolf Maister a ocupat orașul Maribor și zonele înconjurătoare din Stiria Inferioară în numele nou-înființatului Stat al Sârbilor, Croaților și Slovenilor, un precursor al Iugoslaviei. La 23 noiembrie 1918 Maister și soldații săi au dezarmat și desființat forța de securitate „Garda Verde” (în germană Schutzwehr, în slovenă Zelena Garda) întreținută de sfatul orașului Maribor. Maister a capturat mai multe sate și orașe de la nord de râul Mur, inclusiv Lichendorf, Bad Radkersburg, Mureck și Marenberg. La 31 decembrie 1918 unitățile lui Maister au încarcerat 21 de cetățeni de seamă, etnici germani, din Maribor.

## Masacrul
Sursele diferă în ce privește cauza și amploarea masacrului din Maribor. Toate sunt de acord asupra faptului că la 27 ianuarie 1919, delegația Misiunii Coolidge, în frunte cu Sherman Miles, a vizitat Mariborul și a găsit mii de cetățeni de origine etnică germană adunați în piața principală a orașului fluturând drapele ale Austriei Germane, care decorau și clădirile din jur. Sursele austriece germane arată că erau 10.000 de protestatari care cântau cântece și erau îmbrăcați în costume patriotice. Douăzeci de soldați sub comanda lui Maister erau staționați în fața primăriei, înarmați cu puști pe care erau montate baionete.
Sursele de limbă germană afirmă că soldații au început să tragă în mulțime fără provocare, țintind în civili neînarmați. Potrivit acestor surse, numărul morților s-a ridicat la 13, iar alți 60 de protestatari au fost răniți.
O relatare slovenă a aceluiași eveniment afirmă că soldații au început să tragă numai după ce un cetățean austriac a tras cu un revolver în direcția soldaților sloveni, nimerind în baioneta unuia dintre ei. Apoi, soldații au ripostat: conform acestei relatări, 11 oameni au murit și un număr necunoscut au fost răniți. 

## Urmări
Ulterior, la 4 februarie 1919, Austria Germană a declanșat o ofensivă militară cu scopul de a recupera regiunile Stiriei Superioare, controlate de trupele lui Maister. S-a convenit un armistițiu⁠(d) la 10 februarie 1919, cu mediere franceză din partea misiunii militare cu sediul în Maribor. La 13 februarie 1919 s-a semnat un acord de încetare a focului și trupele lui Maister s-au retras dintr-o parte a Stiriei Superioare.
LeRoy King, unul dintre membrii Misiunii Coolidge, a scris în raportul său că autoritățile din Maribor erau suspicioase față de activitatea misiunii și se pare că se temeau că descoperise informații pe care ar fi preferat să le ascundă. El a susținut că exista în Stiria populație slovenă care ar fi preferat menținerea dominației austriece.
Tratatul de la Saint-Germain-en-Laye, semnat la 10 septembrie 1919, constata că Mariborul era sub controlul ferm al armatei iugoslave și că, din moment ce slovenii constituiau o majoritate în regiunea din jurul orașului, Mariborul ar trebui să rămână, ca și restul Stiriei Inferioare, în cadrul Regatului Sârbilor, Croaților și Slovenilor.
Responsabilitatea pentru atacul din Maribor nu a fost niciodată stabilită cu claritate. Sursele austriece dau vina pe Rudolf Maister, în unele relatări el fiind denumit Măcelarul din Maribor. În Slovenia, dimpotrivă, memoria lui Maister rămâne respectată; numeroase societăți, instituții și străzi îi poartă numele și mai multe monumente îl comemorează.

## Legături externe
- Articol de ziar despre Duminica Însângerată din Marburg, publicat în Die Neue Zeitung, pe 29 ianuarie 1919
- Articol despre Duminica Însângerată din Marburg, publicat în Wiener Allgemeine Zeitung pe 28 ianuarie 1919
- Articol despre Duminica Însângerată din Marburg, publicat în Reichspost, pe 29 ianuarie 1919
- Text despre Rudolf Maister pe site-ul web al comunei Kamnik Arhivat în 13 august 2011, la Wayback Machine.
- Generalova krvava nedelja (Duminica Însângerată a Generalului), Mladina revista, martie 2007. Arhivat în 7 octombrie 2007, la Wayback Machine. Autor: Tomica Šuljić Arhivat în 7 octombrie 2007, la Wayback Machine. Arhivat în 7 octombrie 2007, la Wayback Machine.
- Duminica Însângerată din Marburg în articolul publicat de site-ul web Die Presse pe 30 ianuarie 2009